# Appian

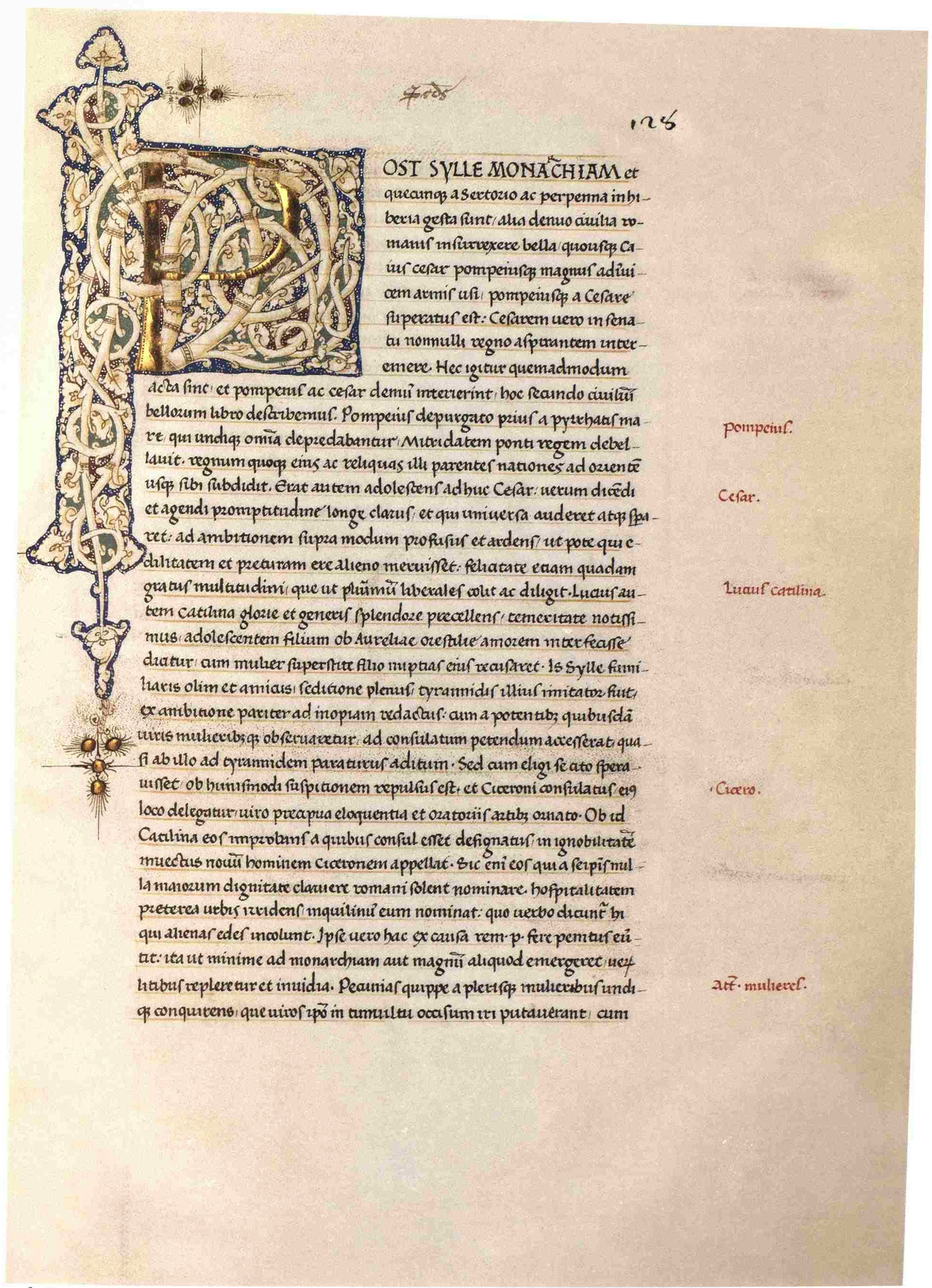
Eine Seite von Pier Candido Decembrios lateinischer Übersetzung der Römischen Geschichte Appians in der Handschrift Paris, Bibliothèque nationale de France, Lat. 5786, fol. 128r (Mitte des 15. Jahrhunderts)

Appian (Appianos von Alexandria, altgriechisch Ἀππιανὸς Ἀλεξανδρεύς Appianòs Alexandreús; * etwa zwischen 90 und 95 in Alexandria; † um 160 in Rom) war ein griechisch-römischer Geschichtsschreiber. Sein auf Griechisch verfasstes, nur teilweise erhaltenes, 24 Bücher umfassendes Werk behandelt vor allem die römische Kriegsgeschichte von den sagenhaften Anfängen unter Aeneas bis ins frühe 2. Jahrhundert n. Chr.

## Leben
Der Grieche Appian stammte aus Alexandria in Ägypten und war Mitglied der dortigen städtischen Oberschicht. Da seine im Vorwort seines Geschichtswerks erwähnte Autobiographie verloren ist, sind über ihn nur wenige biographische Informationen bekannt, die in seinem eigenen Werk, einem Brief seines Freundes Marcus Cornelius Fronto sowie in der Bibliotheke des byzantinischen Patriarchen Photios stehen. Er verwaltete zuerst eines oder mehrere höhere Ämter der alexandrinischen Stadtverwaltung. Nach einem Fragment des Buches 24 seines Geschichtswerks flüchtete er während des in den Jahren 116/117 auch in Ägypten aufgetretenen Diasporaaufstands vor jüdischen Plünderern in einem Boot auf einem Nil-Arm und suchte nach Arabia Petraea zu gelangen. Frühestens unter Kaiser Hadrian erhielt er das römische Bürgerrecht und wurde in den Ritterstand erhoben, woraufhin er nach Rom übersiedelte. Dort verfolgte er eine Karriere als Anwalt und war in dieser Eigenschaft vielleicht beim Kaisergericht oder Fiskus angestellt. In höherem Alter erhielt er durch die Fürsprache Frontos, der sich mehrmals für ihn bei Kaiser Antoninus Pius einsetzte, schließlich noch den Titel eines procurator Augusti.

## Werk

### Titel, Umfang, Inhalt, Erhaltungszustand
Im fortgeschrittenen Alter verfasste Appian ab etwa 150 n. Chr. in griechischer Sprache das Geschichtswerk Rhomaika (Ῥωμαικά „Römische Geschichte“) in 24 Büchern. Er behandelte darin, beginnend von der Königszeit an, die Kriege Roms bis ins frühe 2. Jahrhundert n. Chr. Eine Besonderheit der Rhomaika ist ihre Ordnung nach ethnographischen Gesichtspunkten (woran sich unter anderem noch Prokopios im 6. Jahrhundert orientierte). Die Länder bzw. Völker waren, jeweils bis zum Abschluss ihrer Integration ins Römische Reich, chronologisch in der Reihenfolge dargestellt, in der ihre Unterwerfung durch Rom begann. Daran schloss sich die Erzählung der Bürgerkriege und der Eroberung Ägyptens an. Die unter den Kaisern bis Trajan gemachten Erwerbungen waren kurz in einem Band/(Buch 22) erzählt, ausführlicher die Feldzüge Trajans in Dakien und Arabien. Daran sollte sich, nach Appians Ankündigungen in seinem Werk zu urteilen, die Schilderung von Trajans Partherkrieg anreihen und eine Übersicht über die finanziellen und militärischen Verhältnisse des Reiches den Schluss bilden; aber beide Pläne scheinen nicht ausgeführt worden zu sein.
Photios, dem Appians Geschichtswerk noch vollständig vorlag, gibt eine Auflistung aller 24 Bücher. Demnach gliederte es sich folgendermaßen:
- 1. Βασιλική Basilike: Römische Königszeit ab Aeneas
- 2.Ἰταλική Italike: Eroberung Mittelitaliens
- 3. Σαμνιτική Samnitike: Samnitenkriege
- 4. Κελτική Keltike: Krieg gegen die Kelten
- 5. Σικελικὴ καὶ νησιωτική Sikelike kai nesiotike: Eroberung Siziliens und anderer Italien benachbarter Inseln
- 6. Ἰβηρική Iberike: Kriege in Iberien
- 7. Ἀννιβαϊκή Annibaike: Kämpfe gegen Hannibal in Italien
- 8. Καρχηδονιακὴ Karchedoniake (in den Editionen als Libyke bezeichnet; Punische Kriege gegen Karthago) und Νομαδική Nomadike (Kämpfe in Numidien)
- 9. Μακεδονικὴ καὶ Ἰλλυρική Makedonike kai Illyrike: Römisch-Makedonische Kriege und Kämpfe in Illyrien
- 10. Ἑλληνικὴ καὶ Ἰωνική Ellenike kai Ionike: Kriege in Griechenland und Ionien (Kleinasien)
- 11. Συριακή καὶ Παρθική Syriake kai Parthike: Römisch-Syrischer Krieg gegen Antiochos III.; Kriege gegen die Parther
- 12. Μιθριδάτειος Mithridateios: Kriege gegen Mithridates VI. von Pontos
- 13.–17. Ἐμφυλίων Emphylion: Römische Bürgerkriege von 133 bis 35 v. Chr.; Gracchen, Kämpfe Sullas gegen Marius, Caesars gegen Pompeius sowie von Antonius und Octavian gegen die Caesarmörder; als letztes Ereignis ist die Hinrichtung des Sextus Pompeius berichtet
- 18.–21. Αἰγυπτιακῶν Aigyptiakon: Kriege in Ägypten
- 22. Ἑκατονταετία Hekatontaetia: Hekatontaetie, d. h. die Eroberungen der Kaiser bis Trajan
- 23.–24. Δακική, Ἀράβιος Dakike kai Arabios: Kriege Trajans in Dakien und Arabien

Vollständig in Handschriften erhalten sind das Proömium des ersten Buches, die Bücher 6–7, der Karthago betreffende erste Teil von Buch 8, der Illyrien behandelnde zweite Teil von Buch 9, der Roms syrische Kriege beschreibende erste Teil von Buch 11 sowie die Bücher 12–17. Überliefert ist ferner eine Epitome von Buch 4 und der Anfang von Buch 1 im Exzerpt bei Photios und in einem Manuskript (Codex Paris. suppl. Gr. 607 A), ein autobiographisches Fragment aus Buch 24 in derselben Pariser, vom Athos stammenden Handschrift, sowie einzelne Stücke aus den Büchern 1–5 und 9 in der vom byzantinischen Kaiser Konstantin VII. veranstalteten Sammlung von Exzerpten aus griechischen Historikern (sogenannte konstantinische Exzerpte). Schließlich finden sich wenige und dürftige Fragmente im byzantinischen Lexikon Suda und bei anderen Lexikographen. In frühbyzantinischer Zeit wurde eine wohl aus Plutarch kompilierte Parthergeschichte an den Syrien behandelnden Teil von Buch 11 angehängt; sie stammt nicht von Appian und ist aus historischer Sicht bedeutungslos. Von den Büchern 10 und 18–24 blieben – bis auf das erwähnte Bruchstück von Buch 24 – überhaupt keine Fragmente erhalten, so dass sie komplett verloren sind.
Der Text der Bücher 6–8 ist nur durch eine einzige Handschrift (Vatic. 141, 11. Jahrhundert) bekannt. Für das Proömium ist der erste Teil derselben Handschrift (12. Jahrhundert) die beste, durch die Klasse O (siehe unten) und die Übersetzung des Pier Candido Decembrio nur wenig verbesserte Überlieferung, für die Epitome der Keltike die einzige. Der Rest ist überliefert durch einen Archetypus (O), der aus drei Manuskripten (Monac. 374, Marcian. 387 und Vatic. 134) hergestellt werden muss. Daneben gibt es eine viel schlechtere, in vielen jungen Handschriften vorliegende Tradition (i) und die auf Befehl von Papst Nikolaus V. verfasste lateinische Übersetzung von Pier Candido Decembrio. Letztere stellt ein Hilfsmittel von zweifelhaftem Wert dar.

### Stil, Bedeutung, Quellen
Da Appian in einer Zeit schrieb, in der Roms Grenzen intakt waren und das Imperium Romanum auf einem Höhepunkt zu stehen schien, äußerte er sich entsprechend positiv über Roms Größe. Seine Darstellung ist sehr ungleichmäßig; manchmal ausführlich, dann wieder sprunghaft. Er schreibt sachlich, ohne Phrase und ohne attizistische Prätentionen. Die von ihm eingelegten Reden hält er sehr knapp. Das hervorstechende ethnographische Gliederungsschema verwendete er wahrscheinlich, um seinen Lesern die Orientierung im Geschehen, das gleichzeitig auf mehreren Schauplätzen vor sich ging, zu erleichtern.
Appians Geschichtswerk ist für wichtige Epochen der römischen Geschichte die Hauptquelle. Besonders bedeutend ist seine Schilderung der römischen Bürgerkriege. So ist Appian die einzige historiographische Quelle, welche die revolutionären Bewegungen von den Gracchen bis zum Bundesgenossenkrieg eingehend beschreibt. Für die nachfolgende Bürgerkriegszeit ist er die Hauptquelle neben Caesar und Cassius Dio. Zur Beurteilung der geschichtlichen Zuverlässigkeit der Darstellung ist es aber wichtig zu wissen, welche Gewährsmänner Appian zur Erstellung seines einen Zeitraum von 900 Jahren umfassenden Werks verwendete. Diese in der Forschung oft diskutierte Fragen ist deshalb schwierig zu beantworten, da Appian nur in besonderen Fällen die von ihm hierfür zu Rate gezogene Quelle nennt, meist aber seine Gewährsmänner nicht erwähnt.
Eduard Schwartz meinte, dass bei Appian für ältere römische Geschichte, deren Darstellung Ähnlichkeiten mit Dionysios von Halikarnassos aufweist, eine Kontamination verschiedener jüngerer Annalen vorliegt. Den Ersten Punischen Krieg stelle Appian nicht nach Polybios dar, wie bedeutende Abweichungen beider Autoren beweisen. Auch für die spätere Zeit seien die Historiker Polybios, Poseidonios, Valerius Antias, Sallust, Gaius Asinius Pollio, Titus Livius und andere nicht direkt ausgeschrieben, sondern lägen nur durch Vermittlung lateinischer, frühkaiserzeitlicher Annalistik zugrunde. Daher stamme die tendenziöse, oft romanhafte Umformung der erwähnten, mittelbar verwendeten Historiker.
Appian dürfte jedenfalls mehrere Gewährsmänner benutzt haben, und zwar entgegen der Meinung von Eduard Schwartz auch griechische. Als Quelle für romfeindliche Partien wurde die heute verlorene Universalgeschichte des Timagenes von Alexandria vermutet. Der Althistoriker Matthias Gelzer vertrat die Auffassung, dass Appian eine griechische Kompilation der frühen Kaiserzeit als direkte Vorlage zur Erstellung seines Werks verwendete. Aber auch spätere Arbeiten brachten keine völlig befriedigenden Ergebnisse bezüglich der Quellen Appians, so dass dieses Problem derzeit nicht lösbar scheint. Immerhin wurde das von Eduard Schwartz 1895 in seinem Artikel zu Appian in Paulys Realencyclopädie der classischen Altertumswissenschaft gefällte sehr negative Urteil über den historischen Wert von Appians Werk durch spätere Forscher in abgewogeneren Arbeiten revidiert, so dass deren Einschätzungen weniger drastisch ausfallen. Nun wird Appian als relativ glaubwürdiger Historiker betrachtet.

### Editionsgeschichte
Die Römische Geschichte Appians wurde erstmals in einer lateinischen Übersetzung von Pier Candido Decembrio veröffentlicht (Venedig Mitte 15. Jahrhundert). Die erste gedruckte Ausgabe eines Teils des griechischen Originaltextes wurde von Carolus Stephanus nach zwei fehlerhaften Codices 1551 in Paris herausgegeben. Es folgte eine verbesserte lateinische Version von Sigismund Gelenius, die nach dessen Tod (1554) herauskam. Der griechische Text von Buch 6 und 7 wurde erstmals von H. Stephanus ediert (Genf 1557). Ursinus publizierte 1582 einige Fragmente in Antwerpen. H. Stephanus veranstaltete auch eine zweite Ausgabe des griechischen Textes mit der lateinischen Übersetzung des Gelenius (Genf 1592). Das die römischen Kämpfe in Illyrien behandelnde Buch Appians wurde erstmals von David Höschel veröffentlicht (Augsburg 1599), und Valesius fügte einige weitere Fragmente hinzu (Paris 1634). Eine Neuauflage der Edition von H. Stephanus erschien 1670 in Amsterdam. Einen bedeutenden Fortschritt stellte die für ihre Zeit vortreffliche Edition von Johannes Schweighäuser (3 Bände, Leipzig 1785) dar. Angelo Mai entdeckte einige neue Fragmente und veröffentlichte sie im zweiten Band seiner Nova Collectio Vet. Script. (Nachdruck in Luchts Polybii et Appiani Historiarum Excerpta Vaticana, Altona 1830). Mai entdeckte auch einen Brief Appians an Fronto (zuerst abgedruckt in Niebuhrs Fronto-Ausgabe, S. 229). L. Mendelssohn besorgte 1879–81 eine zweibändige Edition von Appians Werk. Band 1 wurde von P. Viereck und A. G. Roos 1939 überarbeitet herausgegeben (Neudruck 1962), sowie Band 2 von P. Viereck im Jahr 1905.
1579 erschien eine von Raufe Newbery und Henrie Bynniman besorgte englische Übersetzung von Appian, und eine weitere wurde 1696 publiziert. Horace White edierte Appians Werk 1912–13 mit einer englischen Übersetzung in vier Bänden. Französische Übertragungen des Werks stammten von Claude Seyssel (Lyon 1544) und Odet Desmarres (Paris 1659), sowie eine Übersetzung der Bürgerkriege von Combes Dounous (Paris 1803). Eine deutsche Übersetzung besorgte F. W. J. Dillenius (2 Bände, Frankfurt 1793–1800).

## Textausgaben und Übersetzungen
- Roman History. Griechisch–Englisch, hrsg. und übers. von Brian McGing, 5 Bde., Cambridge (Mass.) & London 2019–2020. (Loeb Classical Library)
- Römische Geschichte. Übers. von Otto Veh, hrsg. von Kai Brodersen & Wolfgang Will, 2 Bde., Stuttgart 1987–1989. (Bibliothek der griechischen Literatur)
- Roman History. Griechisch–Englisch, übers. von Horace White, 4 Bde., Cambridge (Mass.) & London 1912–1913. (Loeb Classical Library)
- Appiani Historia Romana. Hrsg. von Paul Viereck, J. E. van Niejenhuis & E. Gabba, 3 Bände (Bibliotheca Teubneriana):
  - 1. Band: Prooemium, Iberica, Annibaica, Libyca, Illyrica, Syriaca, Mithridatica, fragmenta (Ed. stereotypa correctior, Leipzig 1962)
  - 2. Band: Ex rec. Ludovici Mendelssohnii (Leipzig 1905)
  - 3. Band Index nominum (Leipzig 1939)

Ausgaben und Übersetzungen einzelner Abschnitte
- Appians Abriss der Seleukidengeschichte (Syriake). Hrsg. von Kai Brodersen, München 1991.
- The Civil Wars. Hrsg. von John Carter, London 1996.
- Marjeta Šašel Kos: Appian and Illyricum (= Situla. Razprave Narodnega Muzeja Slovenije/Dissertationes Musei Nationalis Sloveniae. Band 43). Narodni muzej Slovenije, Ljubljana 2005. (Text und Übersetzung der Illyrica mit ausführlicher Studie zu den historischen Hintergründen)